# Elias N. Mbam
Elias Nwalem Mbam, född 2 september 1958 i Nwofe-Agbaja, Nigeria är Nigerias vice finansminister sedan 21 juni 2006.
Han tog kandidatexamen i elektroteknik vid Nigerias universitet i Nsukka 1984.
Tidigare hade han tagit en Associate's degree vid Hartford State Technical College i USA 1977-1979.
Han har varit ordförande för Enugus styrelse för bostadsbyggande (1996-1998), ordförande för Ebonyis styrelse för bostadsbyggande (1996-1998), ordförande för Ebonyis styrelse för landsbygdselektrifikering (1998 – 1999). Han har även varit kommissionär för offentliga arbeten, land, bostadsbyggande och transport i Ebonyi (1999-2001) och kommissionär för offentliga arbeten och transport i Ebonyi (2001-2005).